# Oktanol
Oktanol je maščobni alkohol z osmimi ogljikovimi atomi in molekulsko formulo CH3 (CH2) 7OH.Čeprav se izraz oktanola običajno nanaša izključno na primarni alkohol 1-oktanolol, pa obstajajo tudi druge manj pogoste oblike oktanola kot 
sekundarni alkohol 2-oktanol, 3-oktanol in 4-oktanol. Oktanol se v naravi pojavlja kot oblika estra v nekaterih eteričnih oljih. 

## Uporaba
Primarno se oktanol uporablja pri izdelavi sintetičnih in naravnih estrov.
Primer takšnega estra je oktil acetat, ki se uporabljajo v proizvodnji dišav in okusov. Druge vrste uporabe vključujejo eksperimentalno uporabo oktanola. Primer takšne uporabe je v medicini, kjer uporabljajo oktanol za nadzor nevrološkega tumorja.

## Priprava
Octanol je industrijsko proizveden z oligomerizacijo etilena in z uporabo trietilaluminija s sledmi oksidacije aluminijastih izdelkov.  
Tako se je pokazala idealna sinteza.:
Al (C2H5) 3 + 9 C2H4 → Al (C8H17) 3
Al (C8H17) 3 + 3 O + 3 H2O → 3 HOC8H17 + Al (OH) 3
Takšen proces ustvari vrsto alkoholov, ki so med seboj ločeni z destilacijo.

## Porazdelitveni koeficient oktanola in vode
Oktanol in voda se ne mešata med seboj. Porazdelitev spojine med vodo in oktanolom se uporablja za izračun molekule, porazdelitvenega koeficienta "P", ki je pogosto izražen kot logaritem z osnovo 10. Delitev oktanola in voda je relativno dober približek delitve med membrano citosola in lipida živih sistemov.